# مالکسینادو
مالکسینادو (به اسپانیایی: Malcocinado) یک شهرستان در اسپانیا است که در استان باداخس واقع شده‌است.